# Paramaribo
Paramaribo Suriname fővárosa.

## Fekvése
A Suriname folyó tölcsértorkolatában, a folyó bal partján épült, 10 km-re délre az Atlanti-óceántól.

### Éghajlat
| Hónap                         | Jan. | Feb. | Már. | Ápr. | Máj. | Jún. | Júl. | Aug. | Szep. | Okt. | Nov. | Dec. | Év   |
| ----------------------------- | ---- | ---- | ---- | ---- | ---- | ---- | ---- | ---- | ----- | ---- | ---- | ---- | ---- |
| Átlagos max. hőmérséklet (°C) | 30,0 | 30,0 | 30,0 | 31,0 | 30,0 | 31,0 | 31,0 | 32,0 | 33,0  | 33,0 | 32,0 | 30,0 | 31,1 |
| Átlaghőmérséklet (°C)         | 26,0 | 26,0 | 26,0 | 27,0 | 27,0 | 27,0 | 27,0 | 27,0 | 28,0  | 28,0 | 27,0 | 26,0 | 26,8 |
| Átlagos min. hőmérséklet (°C) | 22,0 | 22,0 | 22,0 | 22,0 | 23,0 | 22,0 | 22,0 | 23,0 | 23,0  | 23,0 | 23,0 | 22,0 | 22,4 |
| Átl. csapadékmennyiség (mm)   | 200  | 140  | 150  | 210  | 290  | 290  | 230  | 170  | 90    | 90   | 120  | 280  | 2260 |
| Forrás: Weatherbase           |      |      |      |      |      |      |      |      |       |      |      |      |      |

## Története

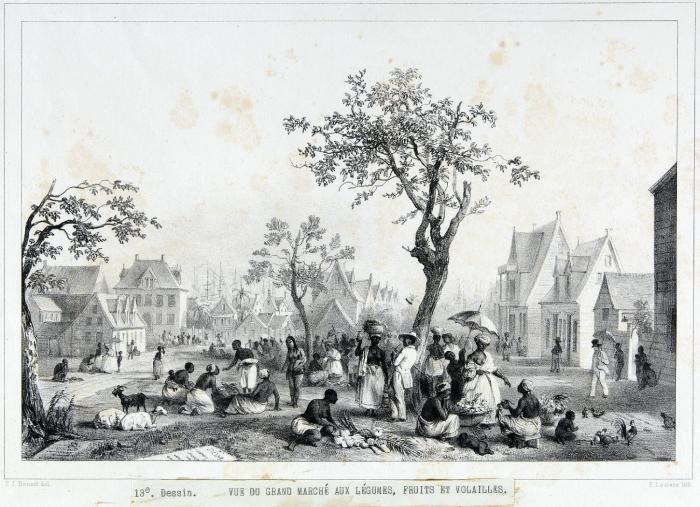
Litográfia 1830-ból

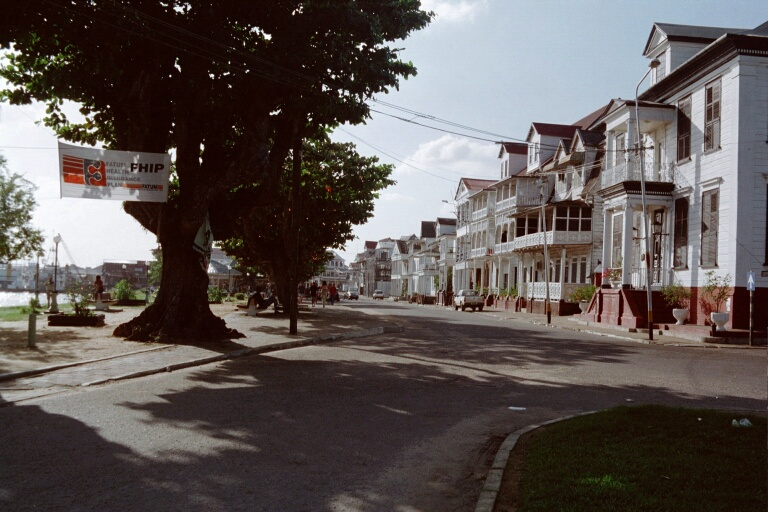
Utcakép

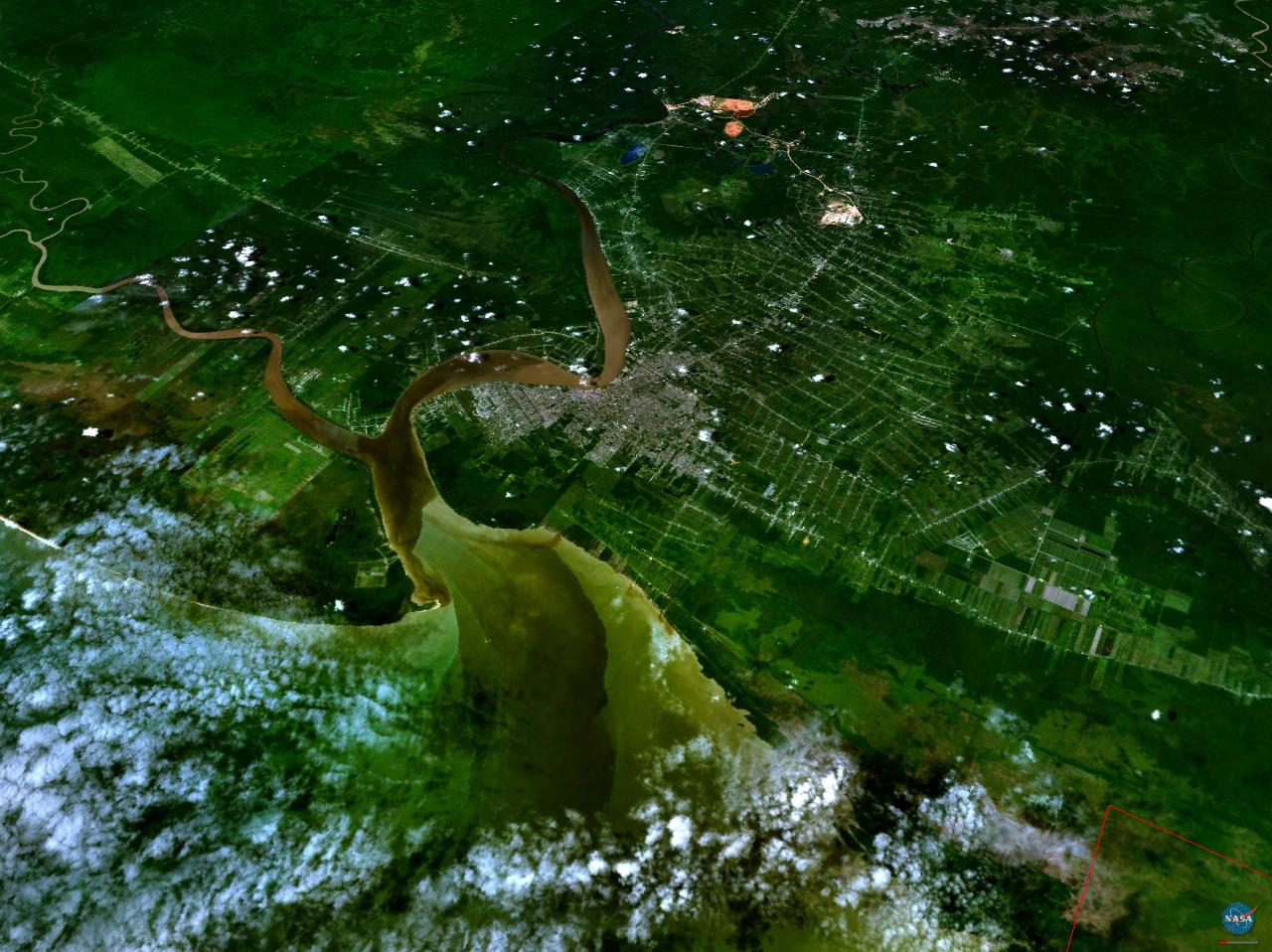
A város az űrből

A város valószínűleg egy karibi faluról, Parmirbo-ról kapta nevét. 1613-ban alapította a holland Dirck Cleaszoon van Sanen és Nicolaas Baliestel.
A város jellegzetes holland stílusban épült, egyes részei Amszterdamra emlékeztetnek, de nagyon elhanyagolt. 1932-ben még csak csupán 50 000 lakosa volt, 1955-ben ennek majdnem kétszerese, 97 000 fő. 1975-ben lett főváros. 1987-ben Suriname-ban közigazgatási reformot hajtottak végre. Paramaribo körzetnek 12 szektora lett. Lakosságát 2006-ban mintegy 0,5 milliósra becsülik.

## Közlekedés
A város Zanderij nemzetközi repülőtere (hivatalos neve: Johan Adolf Pengel) a központtól 45 km-re délre fekszik. A Zorg en Hoop repülőtér a központ közelében van, de ez csak kisebb gépek fogadására alkalmas. Kikötőváros.

## Gazdaság
A széles parti síkságon, a lecsapolt, kiszárított mocsarak helyén főleg cukornádat és rizst termesztenek. A város a bauxitbányászat fellendülése óta folyamatosan fejlődik.

## Oktatás
A városban található az ország egyetlen, 1968-ban alapított egyeteme.

## Látnivalók
- A városközpontban több 18-19. századi, holland stílusban emelt épület az idők tanúja (elnöki palota, fából készült katedrális stb.).
- A közelben magasodó erőd ma történeti múzeum.
- A főváros két hangulatos parkja, a Plamentui és a Cultuurtuin közül az utóbbiban kapott helyet az állatkert.

## Testvérvárosok
- Antwerpen, Belgium.
- Hangzhou, Kína.
- Georgetown, Guyana
- Willemstad, Curaçao.[2]
- Yogyakarta, Indonézia.